# Ognjen Ristić
Ognjen Ristić (Kirin Serbia: Огњен Ристић; sinh ngày 27 tháng 3 năm 2002) là một cầu thủ bóng đá người Serbia thi đấu ở vị trí thủ môn cho Dinamo Vranje.

## Sự nghiệp câu lạc bộ
Sinh ra tại Vranje, Ristić có trận đấu ra mắt với đội một của Vranjska Banja ở Zone League South. Vào mùa hè năm 2019, Ristić trở lại Dinamo. Ở tuổi 16, anh có màn ra mắt chuyên nghiệp vào ngày 1 tháng 12 năm 2018.

## Thống kê sự nghiệp

### Câu lạc bộ
Tính đến 28 tháng 5 năm 2019
| Câu lạc bộ          | Mùa giải            | Giải đấu            | Giải đấu | Giải đấu  | Cúp     | Cúp       | Châu lục | Châu lục  | Khác    | Khác      | Tổng cộng | Tổng cộng |
| Câu lạc bộ          | Mùa giải            | Hạng đấu            | Số trận  | Bàn thắng | Số trận | Bàn thắng | Số trận  | Bàn thắng | Số trận | Bàn thắng | Số trận   | Bàn thắng |
| ------------------- | ------------------- | ------------------- | -------- | --------- | ------- | --------- | -------- | --------- | ------- | --------- | --------- | --------- |
| Vranjska Banja      | 2017–18             | Zone League South   | 2        | 0         | —       | —         | —        | —         | —       | —         | 2         | 0         |
| Dinamo Vranje       | 2018-19             | Serbian SuperLiga   | 1        | 0         | —       | —         | —        | —         | —       | —         | 1         | 0         |
| Tổng cộng sự nghiệp | Tổng cộng sự nghiệp | Tổng cộng sự nghiệp | 3        | 0         | —       | —         | —        | —         | —       | —         | 3         | 0         |